# LGALS13
LGALS13 (англ. Galectin 13) – білок, який кодується однойменним геном, розташованим у людей на короткому плечі 19-ї хромосоми. Довжина поліпептидного ланцюга білка становить 139 амінокислот, а молекулярна маса — 16 119.
| 10         |  | 20         |  | 30         |  | 40         |  | 50         |
| ---------- |  | ---------- |  | ---------- |  | ---------- |  | ---------- |
| MSSLPVPYKL |  | PVSLSVGSCV |  | IIKGTPIHSF |  | INDPQLQVDF |  | YTDMDEDSDI |
| AFRFRVHFGN |  | HVVMNRREFG |  | IWMLEETTDY |  | VPFEDGKQFE |  | LCIYVHYNEY |
| EIKVNGIRIY |  | GFVHRIPPSF |  | VKMVQVSRDI |  | SLTSVCVCN  |  |            |

A: Аланін

C: Цистеїн

D: Аспарагінова кислота

E: Глутамінова кислота

F: Фенілаланін

G: Гліцин

H: Гістидин

I: Ізолейцин

K: Лізин

L: Лейцин

M: Метіонін

N: Аспарагін

P: Пролін

Q: Глутамін

R: Аргінін

S: Серин

T: Треонін

V: Валін

W: Триптофан

Задіяний у такому біологічному процесі, як апоптоз. 
Білок має сайт для зв'язування з лектинами. 